# Rotala fluitans
Rotala fluitans är en fackelblomsväxtart som beskrevs av Pohn.. Rotala fluitans ingår i släktet Rotala och familjen fackelblomsväxter. Inga underarter finns listade i Catalogue of Life.